# 최지현 (아나운서)
최지현은 대한민국의 아나운서이다. SPO TV 채널 전 종목 스포츠 캐스터를 맡고 있다.